# Khaset (nomo)

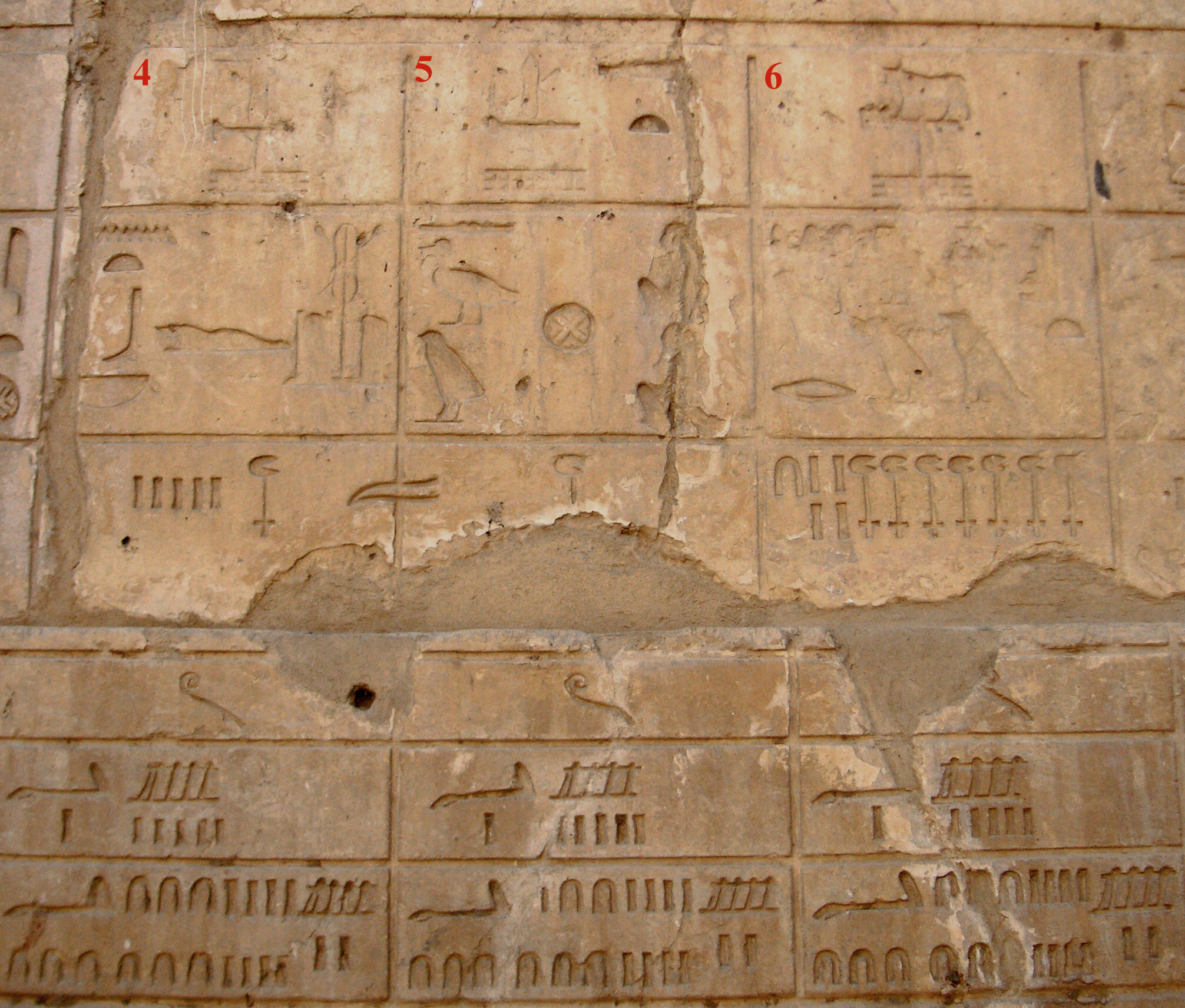
Khaset, nome 6, presso la "Cappella bianca" di Karnak

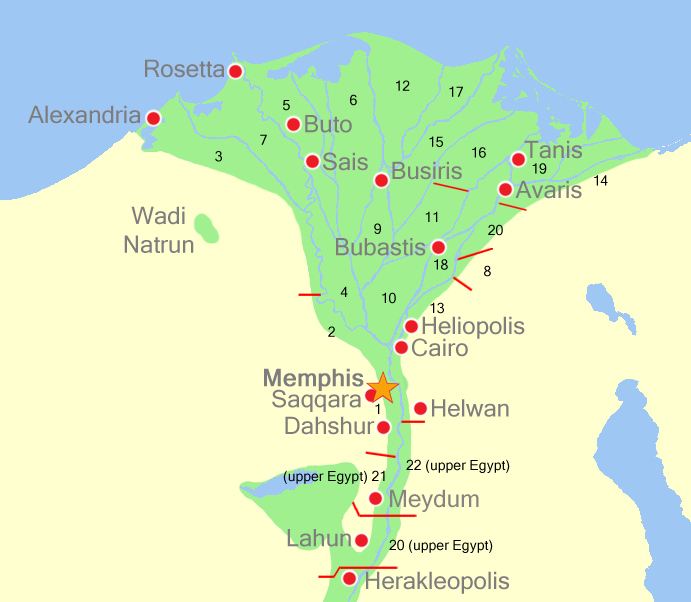
Mappa di tutti i nòmi del Basso Egitto

Khaset (Toro di montagna, o Chasuu) era uno dei 42 nòmi (divisioni amministrative) dell'antico Egitto.
| N26 | E2 | R12 · N24 |

| N26 | E2 | R12 · N24 |

## Geografia
Khaset era uno dei 20 nòmi del Basso Egitto, ed era identificato col numero 6.
L'area del distretto non è leggibile, ma solitamente i nomi erano lunghi 30–40 km, e la loro area dipendeva dalla profondità della valle del Nilo e dall'inizio del deserto. L'area veniva calcolata in cha-ta (1 cha-ta equivaleva grosso modo a 2,75 ettari) e la lunghezza in iteru (1 iteru valeva 10,5 km circa).
La Niwt (città principale) era Khasu/Xois (parte dell'odierna Sakha) e tra le altre città presenti figurava Per-Wadjet/Buto (moderna Tell el-Farain). Per-Wadjet ha fatto parte per alcuni periodi di tempo anche del nome Sap-Meh.

## Storia
Ogni nome era governato da un nomarca (governatore provinciale), il quale rispondeva direttamente al faraone.
Ogni niwt aveva un Het net (tempio) dedicato alla principale divinità cittadina, ed un Heqa het (residenza del nomarca).
Le principali divinità del distretto erano Uadjet e Ra, e tra le altre venivano adorate anche Iside ed Osiride.
Oggi quest'area fa parte del governatorato di Gharbiyya.